# تپه و گورستان قره‌تپه لیلان
تپه و قبرستان قره تپه لیلان مربوط به دوره اشکانیان است و در شهرستان ملکان بخش لیلان، جنوب شرقی شهر واقع شده و این اثر در تاریخ ۹ اردیبهشت ۱۳۸۲ با شمارهٔ ثبت ۸۳۹۲ به‌عنوان یکی از آثار ملی ایران به ثبت رسیده است.